# Ceratina parignara
Ceratina parignara är en biart som beskrevs av Cockerell 1931. Ceratina parignara ingår i släktet märgbin, och familjen långtungebin. Inga underarter finns listade i Catalogue of Life.